# Rudolf von Bassewitz
Rudolf Graf von Bassewitz (* 21. Juli 1881 in Wesselstorf/Mecklenburg; † 17. Juli 1951 in Berchtesgaden) war deutscher Diplomat, zuletzt als Chef des Protokolls.

## Familie
Er entstammte der alten mecklenburgischen Familie von Bassewitz und wurde posthumus als zehntes Kind des Henning Graf von Bassewitz (Prebberede) und dessen zweiter Frau Adda Gräfin von Üxküll-Gyllenband geboren. Über diese bestand eine nahe verwandtschaftliche Beziehung zu dem Widerstandskreis um Claus Graf Stauffenberg und Nikolaus Graf Üxküll-Gyllenband, die sich allerdings politisch nicht auswirkte. Mit seinen Brüdern Adolph und Ernst war er Miteigentümer der mecklenburgischen Güter Prebberede, Jahmen und Grieve.

## Leben und Laufbahn

Rudolf Graf von Bassewitz als Soldat, ca. 1901

Bassewitz besuchte das Eberhard Ludwig Gymnasium, Stuttgart, und das  Fridericianum in Davos und leistete hierauf als „Einjähriger“ freiwilligen Wehrdienst, zuletzt als Oberleutnant der Reserve. Er studierte Rechtswissenschaft in Bonn, wo er 1902 dem Corps Borussia beitrat, Berlin und Königsberg.
1906 trat er den Dienst im Auswärtigen Amt an. 1907 wurde er als Attaché an die preussische Gesandtschaft in Rom (Vatikan) geschickt, danach in der Abteilung Handelspolitik verwendet. Zwischen 1909 und 1910 war er als Legationssekretär in St. Petersburg, später  als „ständiger Hilfsarbeiter“ in der Reichskanzlei. Weitere Stationen waren: Athen (ab 1912), Wien (1916–1917), Moskau (ab 1918), Kopenhagen (1920 – 1924) und Helsinki. In Moskau war er vermutlich an der Überführung des ermordeten Grafen Mirbach beteiligt. 1929 wurde er Generalkonsul in Kalkutta (1929–1932). Ab 1932 war er Leiter des Sonderreferats Protokoll („Chef des Protokolls“). Seit 1935 war er beurlaubt, seit 1936 ohne Angabe von Gründen außer Dienst gestellt.

## Veröffentlichungen
- Rudolf Graf von Bassewitz: Eine Diplomatenreise im XX. Jahrhundert, bei J. Sittenfeld, 1916, Ort nicht bekannt.